# Ludwig Lange (Physiker)
Gustav Ludwig Lange (* 21. Juni 1863 in Gießen; † 12. Juli 1936 in Weinsberg) war ein deutscher Physiker und Psychologe.

## Leben
Gustav Ludwig Lange wurde 1863 als Sohn des Altphilologen Christian Conrad Ludwig Lange in Gießen geboren. Er besuchte ab 1873 die humanistische Thomasschule zu Leipzig. Von 1882 bis 1885 studierte er Mathematik, Physik, Psychologie, Erkenntnistheorie und Ethik an der Universität Leipzig und der Universität Gießen. In Leipzig war er von 1885 bis 1887 Assistent von Wilhelm Wundt am Institut für experimentelle Psychologie.
1886 wurde er zum Dr. phil. promoviert. Danach befasste er sich viele Jahre mit Fotografie. Er besuchte Fachschulen in Grönenbach und Wien. 1890 eröffnete er ein Atelier in Göttingen, das 1892 nach Elberfeld verlegt wurde. Danach lebte er als Privatgelehrter in Heilbronn. Lange litt seit 1887 an einer Manischen Depression, wurde in mehreren Kliniken behandelt und verstarb 1936 in der Heil- und Pflegeanstalt Weissenhof bei Weinsberg.

## Wissenschaftliche Arbeit
Im Jahr 1888 führte er in Leipzig das erste volitionspsychologische Experiment durch.
Besonders bekannt wurde Lange durch die Einführung von operationalen Begriffen wie Inertialsystem und Inertialzeitskala (1885), die er an Stelle von Newtons "absoluten Raum und absoluter Zeit" setzen wollte. Er folgte dabei vorhergehenden Versuchen von Carl Gottfried Neumann (Körper Alpha) oder Heinrich Streintz (Fundamentalkörper). Langes Entwurf war später für die Formulierung der relativistischen Mechanik, in der diese Definition weiter ausgebaut wurde, von großer Bedeutung. Langes Definition lautete:

„Inertialsystem heißt ein System von der Beschaffenheit, dass mit Bezug darauf die in einem Punkt zusammenlaufenden, stetig beschriebenen Bahnen dreier gleichzeitig von demselben Raumpunkte projizierter und sofort sich überlassener Punkte (die aber nicht in einer Geraden liegen sollen) sämtlich geradlinig sind.“

## Schriften (Auswahl)
- Nochmals über das Beharrungsgesetz. In: Philosophische Studien 2 (1885), 539–545.
- Ueber die wissenschaftliche Fassung des Galileischen Beharrungsgesetzes. In: Philosophische Studien 2 (1885), 266–297.
- Die geschichtliche Entwicklung des Bewegungsbegriffes und ihr voraussichtliches Endergebniss. In: Philosophische Studien 3 (1886),  337–419.
- Neue Experimente über den Vorgang der einfachen Reaction auf Sinneseindrücke, Erster Artikel. In:  Philosophische Studien 4 (1888), 479–510.
- Ein Chronograph nebst Controlapparat für sehr genaue Zeitmessungen. In: Philosophische Studien 4 (1888), 457–470.
- Ueber das Maßprincip der Psychophysik und den Algorithmus der Empfindungsgrößen. In: Philosophische Studien 10 (1894), 125–139.
- Das Inertialsystem vor dem Forum der Naturforschung. In: Philosophische Studien 20 (1902), 1–71.